# نقشه ترانزیت
نقشه حمل و نقل (نیز: نقشه ترانزیت) یک نقشه توپولوژی در قالب یک طرحواره است که برای نشان دادن مسیر و ایستگاه‌های درون یک سیستم حمل و نقل عمومی به کار می‌رود. این سیستم می‌تواند خطوط اتوبوس رانی، تراموا، سامانه حمل و نقل پرسرعت، ترابری ریلی و یا خطوط کشتی رانی و مانند آن باشد. اجزای اصلی در نقشه حمل و نقل با رنگهای کدبندی شده مشخص می‌شوند که هر رنگ یک خط یا سرویس خاص را نشان می‌دهد و شکل‌های خاصی نیز برای مشخص کردن ایستگاها و یا توقفگاهها به کار می روند.
نقشه‌های حمل و نقل را می‌توان در سکوی سوار شدن به وسایل نقلیه حمل و نقل عمومی یا محل نصب جدول زمانی آن‌ها دید یا این که به صورت یک نقشه چاپی یا الکترونیکی مستقل در اختیار کابران قرار می‌گیرد.
برخلاف نقشه‌های معمولی، نقشه‌های حمل و نقل فاقد دقت زیاد جغرافیایی هستند. در عوض، از خطوط مستقیم و دارای زاویه ثابت در این نقشه‌های استفاده می‌شود و فاصله‌های بین ایستگاهها ثابت در نظر گرفته می‌شود.

## تاریخچه
نقشه‌های ترانزیت اولیه ابتدا شبیه نقشه‌های جغرافیایی بودند امام نقشه‌های انتزاعی خطوط حمل و نقل کم کم مورد توجه قرار گرفتند. در سال 1908 نقشه ای انتزاعی از متروی لندن (خط ناحیه متروی لندن) ترسیم شد اما قطعاً نمونه‌های دیگری هم در اروپا و آمریکا وجود داشت.

## عناصر

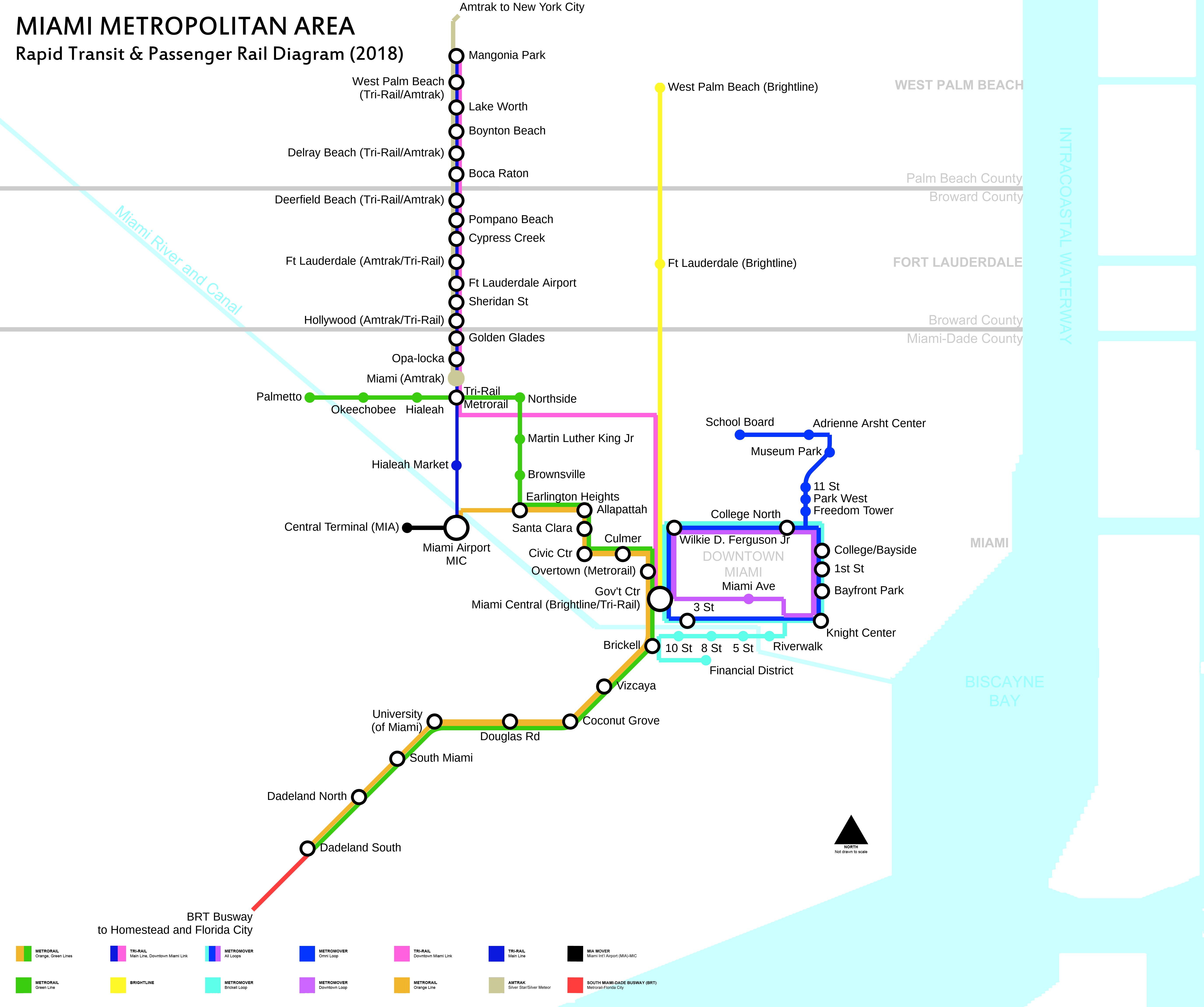
نقشه ترانیزیت میامی.

هدف اصلی تولید نقشه ترانزیت، کمک به مسافران به ویژه مسافران ناآشنا به یک ناحیه یا سیستم حمل و نقل است. این نقشه‌ها به مسافر در رفتن بین دو نقطه کمک می‌کند که ممکن است مستقیم یا نیازمند تغییر وسیله نقلیه عمومی باشد. نقشه ترانزیت از نمادها برای نشان دادن خطوط و ایستگاه‌های انتقالی و همچنین به عنوان یک سیستم جغرافیایی شناسایی‌کننده استفاده می‌کند. همزمان نقشه ترانزیت باید ساده باقی بماند.

## وضعیت نقشه های ترانزیت
برخی از نقشه‌های ترانزیت از جمله مواردی مرتبط با حمل و نقل در نیویورک، واشنگتن d. C.، بوستون، مونترال و دنور، برای وارد کردن بارهای محلی بازطراحی شده‌اند. 

## همچنین نگاه کنید
- نقشه راهها
- پیاده راهوری